# Pacarejo
Pacarejo is een bestuurslaag in het regentschap Gunung Kidul van de provincie Jogjakarta, Indonesië. Pacarejo telt 14.314 inwoners (volkstelling 2010).